# Parti de gauche
Parti de gauche (PG) er et fransk politisk parti.
Direkte oversat til dansk betyder partinavnet: Venstrepartiet. Partiet er grundlagt i 2009 som et udbryderparti fra Socialistpartiet. Partiets program indeholder elementer af:
- Socialisme
- Økologi
- Republikanisme
- Antikapitalisme

## Mandater
| Assemblée Nationale |
| Senatet             |
| Europa-Parlamentet  |